# 查尔斯·斯图尔特·托德

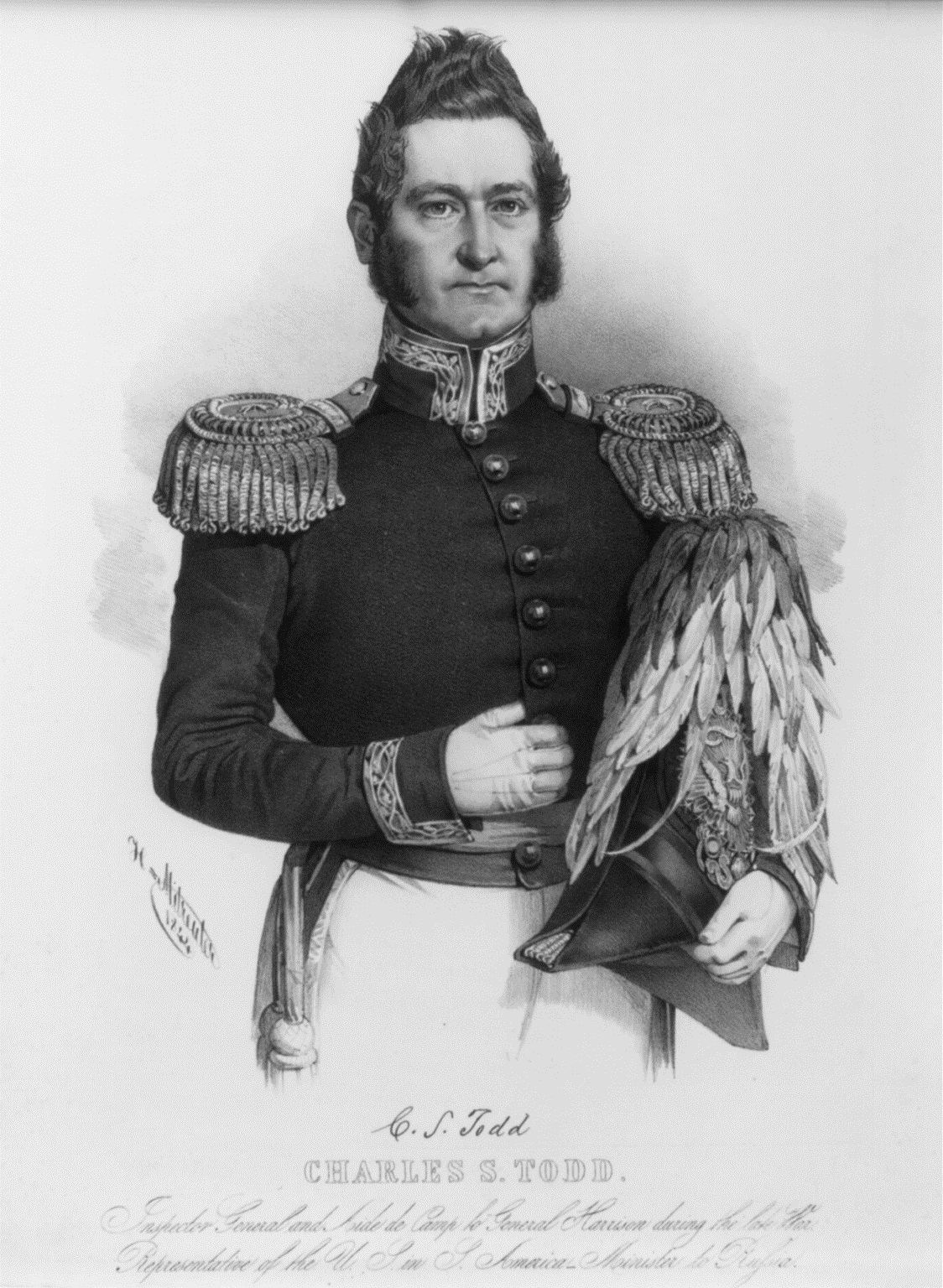
查尔斯·斯图尔特·托德画像

查尔斯·斯图尔特·托德上校（Charles Stewart Todd，1791年1月22日—1871年5月17日），是一名美国军官和政治人物。

## 生平
托德是美国联邦最高法院助理法官托马斯·托德和他的第一任妻子伊丽莎白·哈里斯的儿子。他出生在肯塔基丹维尔附近，并在那里度过了童年和成年后的一段时间。托德曾在特兰西瓦尼亚大学短暂就读，后于1809年转入了威廉和玛丽学院，并在那里毕业。在进入利奇菲尔德法学院之前，他曾随父亲在华盛顿特区短暂学习了法律。1811年，他在获得律师执照后，在肯塔基州的莱克星顿开始执业。
不久后，他志愿参加1812年战争，并担任詹姆斯·温彻斯特将军旗下的师部副官和法律顾问。1813年，他被任命为步兵上尉，并在泰晤士河战役中担任威廉·亨利·哈里森将军的助手。1815年3月，他被任命为艾萨克·谢尔比总督的副官，军衔为上校。在此期间，托德在肯塔基州法兰克福市建立了一家法律事务所，他的外交和政治声誉不断扩大。1816年6月16日，他与艾萨克·谢尔比最小的女儿莱蒂西亚结婚，并与她生了12个孩子。
他在法兰克福参与到当地政治，并出任肯塔基州众议院议员。1817年，他被任命为肯塔基州州务卿。1820年，托德被任命为美国驻大哥伦比亚的密使（任期至1824年）。1823年，美国总统詹姆斯·门罗在向托德提供了一个美国驻哥伦比亚代表团秘书的职位，但他拒绝了此议。相反他辞职回乡，在肯塔基州谢尔比县的自家农场里工作，并开始写作。
1841年，当选的新任总统约翰·泰勒任命了托德出任第15任美国驻俄罗斯大使。1846年他离任退休，在家乡他把时间都花在了饲养牲畜和写作上。他拒还绝了后来肯塔基州州长的提名。但在1848年扎卡里·泰勒的总统竞选期间，他仍然积极参与政治活动。他对写作和德克萨斯州及其铁路系统感兴趣。他曾担任《路易斯维尔工商公报》（Louisville Industrial and Commercial Gazette）和《辛辛那提共和报》（Cincinnati Republican）的编辑。
1871年，托德因肺炎在路易斯安那州巴吞鲁日病故，死于其女婿波西法官的家中。他被安葬在肯塔基州欧文斯伯勒的罗斯维尔·爱姆伍德公墓。

## 延伸阅读
- . . Volume IX. New York: Harper & Brothers: 83. 1905.